# Ghiacciaio Djerassi
Il ghiacciaio Djerassi è un ripido ghiacciaio vallivo lungo 2,8 km e largo 1,0, situato sull'isola Brabant, una delle isole dell'arcipelago Palmer, al largo della costa nord-occidentale della Terra di Graham, in Antartide. In particolare, il ghiacciaio, che si trova a sud del ghiacciaio Gorichane e a nord-nordest del ghiacciaio Pirogov, fluisce verso nord-ovest lungo il versante occidentale delle cime Harvey e quello settentrionale del monte Parry, nei monti Stribog, fino a entrare nella baia di Lanusse, poco a nord del picco Venchan.

## Storia
Il ghiacciaio Djerassi è stato così battezzato dalla Commissione bulgara per i toponimi antartici in onore di Carl Djerassi, il chimico e scrittore austriaco naturalizzato statunitense e di discendenza bulgara noto per il suo fondamentale contributo allo sviluppo della pillola anticoncezionale.